# Guillermo Ochoa
Francisco Guillermo Ochoa Magaña, mehiški nogometaš, * 13. julij 1985, Guadalajara, Mehika.
Ochoa je član italijanskega kluba Salernitana, ob tem nastopa tudi za mehiško reprezentanco. Igra na položaju vratarja.

## Klubska kariera
Ochoa je za Club América debitiral pri 18 letih, tedaj je njegovo moštvo v sklopu tekmovanja Clausura 2004 igralo proti Monterreyu. Ochoa je hitro prikazal svoje vratarske sposobnosti in talent, tako da so mu v klubu zaupali mesto prvega vratarja, ki ga je zasedel po poškodbi veterana Adolfa Ríosa. Ob povratku sta si Ochoa in Ríos minutažo v vratih delila, dokler ni Ríos do začetka Aperture 2004 naznanil svojo upokojitev. Mnogi so prav mladega Ochoa videli kot njegovega naslednika, vendar sprva temu ni bilo tako. Novi trener moštva Oscar Ruggeri je namreč s seboj pripeljal nove vratarje, med njimi Argentinca Sebastiána Sajo.
Ruggeri je v zelo kratkem času napravil še nekaj kontroverznih in nepriljubljenih odločitev in vodstvo kluba ga je že po šestih tekmah odpustilo. Njegov naslednik Mario Carrillo je na mesto prvega vratarja moštva spet postavil Ochoa. Vse odtlej niti Ochoa niti njegov soigralec v reprezentanci José Antonio Castro nista izpustila nobene tekme za Club América, z izjemo bolniških odsotnosti zaradi poškodb in reprezentančnih akcij. Pod Carrillom je Ochoa tudi osvojil svoje prvo prvenstvo, Clausuro 2005.

## Reprezentančna kariera
Ochoa je že pri 20 letih prejel vpoklic v reprezentanco, s strani tedanjega selektorja Ricarda Lavolpeja. Slednji je Ochoa uvrstil na seznam potnikov na Svetovno prvenstvo 2006 in ga postavil na mesto tretjega vratarja. Lavolpejev naslednik na selektorskem stolčku Hugo Sánchez je nato Ochoa povišal v drugega vratarja Mehike oziroma prvo zamenjavo za Oswalda Sáncheza. Ochoa je tako ob Svetovnem prvenstvu sodeloval tudi na CONCACAF Gold Cupu 2007 in Copi Américi 2007. Leta 2008 so ga celo imenovali za 11. najboljšega vratarja na svetu. V kvalifikacijah za Svetovno prvenstvo 2010 je Ochoa debitiral 28. marca 2009 proti izbrani vrsti Kostariki. Svojo mrežo je ob mehiški zmagi z 2-0 ohranil nedotaknjeno in ta dosežek ponovil še na tekmi proti reprezentanci Guadelopeja. Po burnem obdobju za mehiško reprezentanco, ki je v letih 2008 in 2009 imela kar štiri različne selektorje, med drugim tudi švedskega strokovnjaka Svena Görana Erikssona, je naposled selektorski stolček zasedel Javier Aguirre. Slednji je med potnike na Svetovno prvenstvo 2010 v JAR uvrstil tudi Ochoa, a le kot drugega vratarja oziroma prvo zamenjavo za Óscarja Péreza.

## Dosežki

### Moštveni dosežki
- Mehika

- CONCACAF Gold Cup

- Zmagovalec: 2009

- Club América

- Primera División de México

- 1. mesto: Clausura 2005

- Campeón de Campeones

- Zmagovalec: 2005

- CONCACAF Champions' Cup

- Zmagovalec: 2006

- InterLiga

- 1. mesto: 2008

### Posamični dosežki
- Najboljši vratar turnirja CONCACAF Gold Cup 2009
- Izbran v prvo enajsterico turnirja CONCACAF Gold Cup 2009
- Imenovan za 11. najboljšega vratarja sveta, 2008